# (9381) Lyon
(9381) Lyon es un asteroide que forma parte del cinturón de asteroides y fue descubierto por Henri Debehogne y E. W. Elst desde el Observatorio de La Silla, Chile, el 15 de septiembre de 1993.

## Designación y nombre
Lyon fue designado inicialmente como 1993 RT19.
Más tarde, en 1999, fue nombrado en honor a la ciudad francesa de Lyon, capital del departamento del Ródano, en el centro-este de Francia, en la confluencia de los ríos Ródano y Saona. Originalmente una colonia militar romana (Lugdunum), posteriormente se convirtió en la capital de los galos. Ya en 1473, Lyon era el centro de impresión más activo de Europa.

## Características orbitales
Lyon orbita a una distancia media del Sol de 2,998 ua, pudiendo acercarse hasta 2,811 ua y alejarse hasta3,184 ua. Tiene una inclinación orbital de 1,134 grados y una excentricidad de 0,062. Emplea en completar una órbita alrededor del Sol 1895,89 días.
Los próximos acercamientos a la órbita de Júpiter ocurrirán el 4 de febrero de 2045, el 16 de marzo de 2082 y el 25 de mayo de 2128.

## Características físicas
La magnitud absoluta de Lyon es 12,94. Tiene 7,156 km de diámetro y su albedo se estima en 0,198.